# Podosphaera mors-uvae
Podosphaera mors-uvae är en svampart som först beskrevs av Ludwig David von Schweinitz, och fick sitt nu gällande namn av U. Braun & S. Takam. 2000. Podosphaera mors-uvae ingår i släktet Podosphaera och familjen Erysiphaceae.   Inga underarter finns listade i Catalogue of Life.
I den svenska databasen Dyntaxa används istället namnet Sphaerotheca mors-uvae för samma taxon.  Arten är reproducerande i Sverige.